# Andreas Ostler
Andreas Ostler (Grainau, 21 januari 1921 - Grainau 24 november 1988) was een West-Duits bobsleepiloot. Ostler stuurde in 1951 zowel de tweemansbob als de viermansbob naar de wereldtitel. Op de Olympische Winterspelen 1952 won Ostler twee gouden medailles, hiermee was Ostler de eerste bobsleepiloot die zowel goud won in de tweemans- en viermansbob. Een jaar later won Ostler in 1953 twee zilveren medaille. Tijdens de Olympische Winterspelen 1956 droeg Ostler de vlag binnen van Duitsland.

## Resultaten
- Wereldkampioenschappen bobsleeën 1951 in Alpe d'Huez  in de tweemansbob
- Wereldkampioenschappen bobsleeën 1951 in Alpe d'Huez  in de viermansbob
- Olympische Winterspelen 1952 in Oslo  in de tweemansbob
- Olympische Winterspelen 1952 in Oslo  in de viermansbob
- Wereldkampioenschappen bobsleeën 1953 in Garmisch-Partenkirchen  in de tweemansbob
- Wereldkampioenschappen bobsleeën 1953 in Garmisch-Partenkirchen  in de viermansbob
- Olympische Winterspelen 1956 in Cortina d'Ampezzo 8e in de tweemansbob

1932: Hubert Stevens / Curtis Stevens ·
1936: Ivan Brown / Alan Washbond ·
1948: Felix Endrich / Friedrich Waller ·
1952: Andreas Ostler / Lorenz Nieberl ·
1956: Lamberto Dalla Costa / Giacomo Conti ·
1964: Anthony Nash / Robin Dixon ·
1968: Eugenio Monti / Luciano De Paolis ·
1972: Wolfgang Zimmerer / Peter Utzschneider ·
1976: Meinhard Nehmer / Bernhard Germeshausen ·
1980: Erich Schärer / Josef Benz ·
1984: Wolfgang Hoppe / Dietmar Schauerhammer ·
1988: Jānis Ķipurs / Vladimir Kozlov ·
1992: Gustav Weder / Donat Acklin ·
1994: Gustav Weder / Donat Acklin ·
1998: Günther Huber / Antonio Tartaglia en Pierre Lueders / David MacEachern ·
2002: Christoph Langen / Markus Zimmermann ·
2006: André Lange / Kevin Kuske ·
2010: André Lange / Kevin Kuske ·
2014: Beat Hefti / Alex Baumann ·
2018: Francesco Friedrich / Thorsten Margis en Justin Kripps / Alexander Kopacz ·
2022: Francesco Friedrich / Thorsten Margis
1924: Scherrer / Neveu / A.Schläppi / H.Schläppi ·
1928: Fiske / Tucker / Mason / Gray / Parke ·
1932: Fiske / Eagan / Gray / O'Brien ·
1936: Musy / Gartmann / Bouvier / Beerli ·
1948: Tyler / Martin / Rimkus / D'Amico ·
1952: Ostler / Kuhn / Nieberl / Kemser ·
1956: Kapus / Diener / Alt / Angst ·
1964: V.Emery / Kirby / Anakin / J.Emery ·
1968: Monti / De Paolis / Zandonella / Armano ·
1972: Wicki / Leutenegger / Camichel / Hubacher ·
1976: Nehmer / Babock / Germeshausen / Lehmann ·
1980: Nehmer / Musiol / Germeshausen / Gerhardt ·
1984: Hoppe / Wetzig / Schauerhammer / Kirchner ·
1988: Fasser / Meier / Fässler / Stocker ·
1992: Appelt / Schroll / Winkler / Haidacher ·
1994: Czudaj / Brannasch / Hampel / Szelig ·
1998: Langen / Zimmermann / Jakobs / Hampel ·
2002: Lange / Kühn / Kuske / Embach ·
2006: Lange / Hoppe / Kuske / Putze ·
2010: Holcomb / Mesler / Tomasevicz / Olsen ·
2014: Melbārdis / Dreiškens / Vilkaste / Strenga  ·
2018: Friedrich / Bauer / Grothkopp / Margis   ·
2022: Friedrich / Margis / Bauer / Schüller
- Gemeinsame Normdatei: 1019772565
- International Standard Name Identifier: 0000 0003 6767 8193
- Virtual International Authority File: 231917732
- WorldCat: E39PBJpdRfDBDmJ4RCfXYg6Frq